# Eustomias curtifilis
Eustomias curtifilis es una especie de pez de la familia Stomiidae en el orden de los Stomiiformes.

## Morfología
• Las hembras pueden llegar alcanzar los 16,6 cm de longitud total.

## Hábitat
Es un pez de mar y de aguas profundas que vive entre 120-660 m de profundidad.

## Distribución geográfica
Se encuentra al suroeste de la  Atlántico (entre 17 a 21 ° S y 28-30 · w).